# Liste der Kulturdenkmäler in Beulich
In der Liste der Kulturdenkmäler in Beulich sind alle Kulturdenkmäler der rheinland-pfälzischen Ortsgemeinde Beulich aufgeführt. Grundlage ist die Denkmalliste des Landes Rheinland-Pfalz (Stand: 27. Oktober 2023).

## Einzeldenkmäler
| Bezeichnung                                          | Lage                                      | Baujahr                              | Beschreibung | Bild            |
| ---------------------------------------------------- | ----------------------------------------- | ------------------------------------ | --- | --------------- |
| Quereinhaus                                          | Brunnenweg 2 Lage                         | drittes Drittel des 18. Jahrhunderts | Quereinhaus, teilweise Fachwerk, drittes Drittel des 18. Jahrhunderts                                                 | Fotos hochladen |
| Quereinhaus                                          | Parkstraße 14 Lage                        | zweite Hälfte des 19. Jahrhunderts   | Quereinhaus, teilweise Fachwerk verschiefert, zweite Hälfte des 19. Jahrhunderts; bauliche Gesamtanlage mit Scheune   | Fotos hochladen |
| Quereinhaus                                          | Parkstraße 17 Lage                        | frühes 19. Jahrhundert               | Quereinhaus, teilweise Fachwerk oder verschiefert, frühes 19. Jahrhundert, Ziehbrunnen; bauliche Gesamtanlage         | Fotos hochladen |
| Katholische Pfarrkirche St. Laurentius und Apollonia | Rhein-Mosel-Straße Lage                   | 1748                                 | Saalbau, 1748, Baumeister Johann Neurohr, Erhöhung des romanischen Westturms 1838/39                                  | Fotos hochladen |
| Quereinhaus                                          | Rhein-Mosel-Straße 31 Lage                | 19. Jahrhundert                      | Quereinhaus, Fachwerk verschiefert, 19. Jahrhundert; bauliche Gesamtanlage mit Scheune                                | Fotos hochladen |
| Hofanlage                                            | Rhein-Mosel-Straße 48 Lage                | Mitte des 19. Jahrhunderts           | Bruchsteinbau, Mitte des 19. Jahrhunderts, Fachwerkscheune; bauliche Gesamtanlage                                     | BW              |
| Quereinhaus                                          | Rhein-Mosel-Straße 50 Lage                | spätes 18. Jahrhundert               | Fachwerk-Quereinhaus, spätes 18. Jahrhundert, Scheune 19. oder 20. Jahrhundert; bauliche Gesamtanlage                 | BW              |
| Quereinhaus                                          | Römerstraße 12 Lage                       | 19. Jahrhundert                      | Quereinhaus, teilweise Fachwerk, teilweise verschiefert, 19. Jahrhundert, Scheune, Ziehbrunnen; bauliche Gesamtanlage | BW              |
| Kriegerdenkmal                                       | Römerstraße, Ecke Rhein-Mosel-Straße Lage | 20. Jahrhundert                      | Kriegerdenkmal, relieferter Basaltblock                                                                               | Fotos hochladen |
| Bildstock                                            | nördlich des Ortes an der L 206 Lage      | 18. Jahrhundert                      | Bildstock, wohl aus dem 18. Jahrhundert                                                                               | Fotos hochladen |